# Дискография Selena Gomez & The Scene
Американская поп-группа Selena Gomez & The Scene выпустили три студийных альбома, один альбом ремиксов, семь синглов и семь музыкальных видео. 29 сентября 2009 года коллектив выпустил свой дебютный альбом Kiss & Tell. Пластинка дебютировала на девятом месте в Billboard 200 и в марте 2010 года получила золотую сертификацию в Соединённых Штатах. Второй сингл с альбома — «Naturally» — попал в топ-30 в США, топ-20 в Новой Зеландии, Канады и Германии, а также топ-10 в Ирландии и Великобритании. Песня получила платиновый статус в США и Канаде. Второй альбом, A Year Without Rain, вышел 17 сентября 2010 года. Было выпущено два сингла — «Round And Round» и «A Year Without Rain». Третий альбом, When the Sun Goes Down, был выпущен 28 июня 2011 года. Лид-сингл с альбома — «Who Says», был выпущен 14 марта того же года. Песня «Love You Like a Love Song» была выпущена в качестве второго сингла в день выхода альбома. Пластинка расположилась на третьем месте Billboard 200 и продержалась в течение месяца в первой десятке. По данным на март 2012 года, группа продала более 5 миллионов альбомов и синглов по всему миру.

## Альбомы

##### Студийные альбомы
| Kiss & Tell                                            | - Релиз: 29 сентября 2009 - Лейбл: Hollywood - Формат: CD, Цифровая дистрибуция | 9 | —  | 4  | 22 | 22 | 19 | 14 | 38 | 21 | 12 | - US : 930,000 | - RIAA: Золото - MC: Золото - BPI: Серебро |
| A Year Without Rain                                    | - Релиз: 21 сентября 2010 - Лейбл: Hollywood - Формат: CD, Цифровая дистрибуция | 4 | 46 | 19 | 11 | 6  | 22 | 40 | —  | 24 | 14 | - US : 820,000 | - RIAA: Золото - MC: Золото - BPI: Серебро |
| When the Sun Goes Down                                 | - Релиз: 28 июня 2011 - Лейбл: Hollywood - Формат: CD, Цифровая дистрибуция     | 3 | 14 | 11 | 6  | 2  | 18 | 13 | 6  | 8  | 15 | - US : 850,000 | - RIAA: Золото - MC: Платина               |
| «—» означает, что альбом не попал в чарт данной страны |                                                                                 |   |    |    |    |    |    |    |    |    |    |                |                                            |

##### Сборники
| Название                                        | Информация об альбоме                                                           | Заметки           |
| ----------------------------------------------- | ------------------------------------------------------------------------------- | ----------------- |
| The Club Remixes                                | - Релиз: 21 декабря 2010 - Лейбл: Hollywood - Формат: Цифровая дистрибуция      | - Альбом ремиксов |
| Artist Karaoke Series: Selena Gomez & the Scene | - Релиз: 13 сентября 2011 - Лейбл: Hollywood - Формат: CD, Цифровая дистрибуция | - Караоке-альбом  |

## Синглы
| Название                                               | Год  | Позиции в чартах | Позиции в чартах | Позиции в чартах | Позиции в чартах | Позиции в чартах | Позиции в чартах | Позиции в чартах | Позиции в чартах | Позиции в чартах | Позиции в чартах | Сертификации                                                              | Альбом                 |
| Название                                               | Год  | US               | AUS              | BEL (FL)         | CAN              | GER              | IRE              | NOR              | NZ               | SWE              | UK               | Сертификации                                                              | Альбом                 |
| ------------------------------------------------------ | ---- | ---------------- | ---------------- | ---------------- | ---------------- | ---------------- | ---------------- | ---------------- | ---------------- | ---------------- | ---------------- | ------------------------------------------------------------------------- | ---------------------- |
| «Falling Down»                                         | 2009 | 82               | —                | —                | 69               | —                | —                | —                | —                | —                | —                |                                                                           | Kiss & Tell            |
| «Naturally»                                            | 2010 | 29               | 46               | 7                | 18               | 14               | 7                | —                | 20               | 56               | 7                | - RIAA: 4× Платина - MC: Платина                                          | Kiss & Tell            |
| «Round And Round»                                      | 2010 | 24               | 80               | —                | 51               | 52               | 44               | —                | —                | —                | 47               | - RIAA: Платина                                                           | A Year Without Rain    |
| «A Year Without Rain»                                  | 2010 | 35               | 78               | —                | 30               | 56               | —                | —                | —                | —                | 78               | - RIAA: 2× Платина - ARIA: Золото                                         | A Year Without Rain    |
| «Who Says»                                             | 2011 | 21               | 57               | —                | 17               | 44               | 36               | —                | 15               | —                | 51               | - RIAA: 3× Платина - ARIA: Платина - IFPI NOR: Золото                     | When the Sun Goes Down |
| «Love You Like a Love Song»                            | 2011 | 22               | 48               | 15               | 10               | —                | 49               | 14               | 21               | 41               | 58               | - RIAA: 4× Платина - ARIA: Золото - IFPI NOR : Платина - IFPI SWE: Золото | When the Sun Goes Down |
| «Hit the Lights»                                       | 2012 | —                | —                | —                | 55               | —                | —                | —                | —                | —                | —                | - RIAA: Платина                                                           | When the Sun Goes Down |
| «—» означает, что песня не попала в чарт данной страны |      |                  |                  |                  |                  |                  |                  |                  |                  |                  |                  |                                                                           |                        |

### Промосинглы
| «Live Like There’s No Tommorow»                        | 2010 | —  | —  | A Year Without Rain    |
| «Bang Bang Bang»                                       | 2011 | 94 | 96 | When the Sun Goes Down |
| «—» означает, что песня не попала в чарт данной страны |      |    |    |                        |